# Ester Selander
Ester Javiga Axelina Selander, som gift Lindberg, född 17 januari 1893 i Malmö Sankt Pauli församling, Malmö, död 4 juni 1977 i Möllevångens församling, Malmö, var en svensk skådespelare. Hon var med i en del tidiga svenska filmer.
Ester Selander är begravd på Sankt Pauli mellersta kyrkogård i Malmö.

## Filmografi
- 1910 – Värmländingarna
- 1911 – Rannsakningsdomaren